# Fournets-Luisans
Fournets-Luisans är en kommun i departementet Doubs i regionen Bourgogne-Franche-Comté i östra Frankrike. Kommunen ligger i kantonen Pierrefontaine-les-Varans som tillhör arrondissementet Pontarlier. År 2022 hade Fournets-Luisans 738 invånare.

## Befolkningsutveckling
Antalet invånare i kommunen Fournets-Luisans
Referens:INSEE